# Canada Cup i ishockey 1987
Canada Cup i ishockey 1987 spelades i Kanada och USA, och vanns av Kanada, som slog Sovjetunionen i finalserien.

## Gruppspel
|                 | SM | V | O | F | GM | IM | Poäng |
| --------------- | -- | - | - | - | -- | -- | ----- |
| Kanada          | 5  | 3 | 2 | 0 | 19 | 13 | 8     |
| Sovjetunionen   | 5  | 3 | 1 | 1 | 22 | 13 | 7     |
| Sverige         | 5  | 3 | 0 | 2 | 17 | 14 | 6     |
| Tjeckoslovakien | 5  | 2 | 1 | 2 | 12 | 15 | 5     |
| USA             | 5  | 2 | 0 | 3 | 13 | 14 | 4     |
| Finland         | 5  | 0 | 0 | 5 | 9  | 23 | 0     |

## Resultat
- Kanada 4-4 Tjeckoslovakien
- USA 4-1 Finland
- Sverige 5-3 Sovjetunionen
- Kanada 4-1 Finland
- Sovjetunionen 4-0 Tjeckoslovakien
- USA 5-2 Sverige
- Sovjetunionen 7-4 Finland
- Kanada 3-2 USA
- Sverige 4-0 Tjeckoslovakien
- Sovjetunionen 5-1 USA
- Tjeckoslovakien 5-2 Finland
- Kanada 5-3 Sverige
- Sverige 3-1 Finland
- Tjeckoslovakien 3-1 USA
- Kanada 3-3 Sovjetunionen

### Semifinaler
- 8 september, Hamilton: Sovjetunionen 4-2 Sverige
- 9 september, Montréal: Kanada 5-3 Tjeckoslovakien

### Final (bäst av tre)
- 11 september, Montréal:Kanada 5-6 Sovjetunionen (Sudden Death)
- 13 september, Hamilton:Kanada 6-5 Sovjetunionen (Sudden Death)
- 15 september, Hamilton:Kanada 6-5 Sovjetunionen

## Slutställning
- 1.  Kanada
- 2.  Sovjetunionen
- 3.  Sverige
- 4.  Tjeckoslovakien
- 5.  USA
- 6.  Finland

## Poängligan
| Plats | Spelare          | SM | M  | A  | Poäng |
| ----- | ---------------- | -- | -- | -- | ----- |
| 1     | Wayne Gretzky    | 9  | 3  | 18 | 21    |
| 2     | Mario Lemieux    | 9  | 11 | 7  | 18    |
| 3     | Sergei Makarov   | 9  | 7  | 8  | 15    |
| 4     | Vladimir Krutov  | 9  | 7  | 7  | 14    |
| 5     | Vjatjeslav Bykov | 9  | 2  | 7  | 9     |

## All Star Team
- Målvakt: Grant Fuhr, Kanada
- Backar: Ray Bourque, Kanada; Vjatjeslav Fetisov, Sovjetunionen
- Forwards: Mario Lemieux, Kanada; Wayne Gretzky, Kanada; Vladimir Krutov, Sovjetunionen
- MVP: Wayne Gretzky, Kanada

## Spelartrupper

### Sverige
- Målvakter: Anders Bergman, Åke Lilljebjörn, Peter Lindmark.
- Backar: Tommy Albelin, Peter Andersson, Anders Eldebrink, Tomas Jonsson, Lars Karlsson, Tommy Samuelsson, Michael Thelvén.
- Forwards: Mikael Andersson, Jonas Bergqvist, Anders "Masken" Carlsson, Thom Eklund, Peter "Kessler" Eriksson, Bengt-Åke Gustafsson, Kent Nilsson, Mats Näslund, Lars-Gunnar Pettersson, Magnus Roupé, Thomas Rundqvist, Peter Sundström, Håkan Södergren.
- Coach: Tommy Sandlin.

## Övrigt
Under Canada Cup 1987 hyllades Sveriges Mats Näslund stort på hemmaplan (i Montréal) då han fick stående ovationer av den kanadensiska publiken under matchen mellan Kanada och Sverige.